# 前園真聖
前園 真聖（まえぞの まさきよ、1973年10月29日 - ）は、鹿児島県薩摩郡東郷町（現：薩摩川内市）出身の元プロサッカー選手、サッカー解説者、タレント。現役時代のポジションはミッドフィールダー、フォワード。元日本代表。所属事務所はサニーサイドアップ、ジャパンエフエムネットワーク。
長年Jリーグを担当している英国人記者は全盛期の前園をジョージ・ベストに例えた。血液型はO型。
Kリーグ時代の登録名は前園（ハングル: 마에조노）。
日本が28年ぶりに出場した1996年アトランタオリンピックの予選突破の最大の功労者で、本大会でブラジルに勝利した「マイアミの奇跡」のU-23サッカー日本代表キャプテン。

## クラブにおける経歴

### 幼少～プロ入り以前
4歳年上の兄の影響で小学校に入る前からサッカーに親しみ、東郷小学校2年生のときに「東郷少年サッカー団」に加入。5年生時に県大会ベスト4。ビデオがきっかけでディエゴ・マラドーナに憧れ、繰り返しビデオを見てはドリブルの練習に明け暮れる毎日を送る。進学した東郷中学校にはサッカー部が無かったため、当初は陸上部に所属。2年生の3学期にサッカー部が創部され、3年生のころには県選抜にも選ばれる。
鹿児島実高では1年生時からレギュラーに定着、高校選手権に3年連続で出場。2年生時の69回大会では準優勝を果たした。高校時代の同学年には遠藤三兄弟の長男・遠藤拓哉や藤山竜仁、仁田尾博幸、2学年下には後にアトランタオリンピック日本代表としてもチームメイトになる城彰二と遠藤彰弘がいた。

### 横浜フリューゲルス時代
1992年、Jリーグの横浜フリューゲルス（横浜F）に加入。1年目は加茂周の目指すゾーンプレスサッカーへの適応に戸惑い、持ち味を出せないままサテライトチームで1年を過ごす。Jリーグ初年度の開幕を控えた1993年前半にアルゼンチンのヒムナシア・ラ・プラタへ2ヵ月間短期留学した。
1993年6月5日のJリーグ・ヴェルディ川崎戦、延長後半4分から途中出場して公式戦デビューを果たす、7月10日のマリノス戦での決勝ゴールは Jリーグ初ゴールとなった。1993年のJリーグでは24試合に出場して2得点、第73回天皇杯でも決勝戦に先発出場、ドリブル突破でPKを奪取するなどのプレーで、優勝を果たした。
1994年はリーグ戦8ゴールを決めるなど、完全にレギュラーを掴んだ。1995年も主軸として活躍、3月22日、ベルマーレとの神奈川ダービーでは、巧みなボレーシュートで決勝ゴールを決め(小島伸幸はこのゴールを、自身のキャリアで相手に決められたスーパーゴールの第4位としている)、4月15日のセレッソ大阪戦では自身にキャリアのベストゴールとしている、相手DF2人とGKをかわして決めたゴールを決めるなど(このゴールはJリーグ30周年ベストゴールのテクニカル部門にもノミネートされた。)、この年は40試合で7ゴールを挙げた。
初めて1シーズン制を採用した1996年のJリーグではブラジルトリオ（ジーニョ、サンパイオ、エバイール）や山口素弘、三浦淳宏らと共に躍動した結果、開幕から8連勝を飾る。前半戦を首位で折り返し、初のリーグ優勝のチャンスだったが、後半戦は勢いを持続できず3位に終わった。前園はこのシーズン、リーグ戦、カップ戦のトータルで15ゴールを決めるなど活躍、同年のJリーグベストイレブンにも選出された。
1996年6月にはスペインからセビージャの関係者が日本を訪れ、横浜Fに前園獲得を打診していた。

### 横浜FからV川崎への移籍
1996年にU-23日本代表主将としてアトランタオリンピックを経験し、その前からもっていた海外志向は更に強くなっていた。1996年シーズン後の契約更改では、スペインへの移籍を念頭に置き、日本サッカー界で初めてとなる代理人を通しての契約交渉に臨んだ。先例がなかったこともあり、当時は代理人を立てたことにバッシングも受けた。しかし横浜F側は、移籍金満額（3億5000万円）が支払われる場合にのみ海外移籍を認めるという姿勢をあくまで崩さず、交渉は行き詰まった。セビージャ以外にも複数のクラブが横浜Fに接触していたが、それらは前園本人に一切伝えられてこなかったことも明らかになり、前園はクラブへの不信を募らせていった。
「フリューゲルスに残ることはないと思ってたし、ましてやJリーグの他のチームへ行くこともまったく考えてなかった」 が、三浦知良の国外移籍を容認した実績があるヴェルディ川崎から獲得希望があり、移籍交渉期限最終日である1997年1月31日にV川崎への移籍が発表された。V川崎が横浜Fに支払った移籍金は当時Jリーグ最高額の推定3億5千万円と報じられたが、サッカーライターの戸塚啓によれば実際はクラブ間の交渉により大幅な減額があったため2億円から2億5000万円ほどに落ち着いたとされる。前園は移籍記者会見において、V川崎が国外移籍を容認したことを移籍理由の一つに挙げた。V川崎新監督の加藤久は日本サッカー協会(JFA)強化委員長時代にオリンピック代表チームをサポートしたことがあり、以前より前園のことをよく知る人物であり、選手として高く評価していた。

### ヴェルディ川崎時代
大きな話題を集めての移籍であったが、プレーに対しての気迫が全く感じられず、精彩を欠き、次第に先発メンバーから外れ、途中出場の試合が増えていった。この時期沢山のTVコマーシャルに出演していたこともあり、大きく批判された。ヴェルディ川崎は1997年開幕から怪我人も多く、期待の前園も不振が続き、チームの成績が振るわず、1stステージ途中に加藤久監督は解任された。
夢だったスペイン移籍が叶わなかったことにより気持ちが切れてしまい、精神的な不調がプレー全体に悪影響を及ぼしていたと前園はこの時期の不振について振り返る。当時は移籍騒動のために人間不信にも陥ったという。

### ブラジル時代
1998年10月、3ヵ月間の期限付き移籍でブラジル・サンパウロ州の名門クラブ、サントスFCに加入する。元々はネルシーニョ率いるサンパウロFCへの移籍話が進んでいたが、ネルシーニョが解任されたため頓挫し、代わりにエメルソン・レオンが監督を務めるサントスへの移籍が決まった。
10月18日、ブラジル全国選手権のポルトゥゲーザ戦に65分から交代で初出場、直後の66分に初ゴールを決めた。しかし、その後は出場試合数・時間は少なく、公式戦4試合出場1得点 にとどまったが、前園本人はサントス時代について「フルで出た試合はひとつもなかったけど、ベンチにいてもすごくワクワクしてた。サッカーをやってる、という充実感があった」 と振り返る。
1999年も期限付き移籍期間を延長してサントスでプレーする予定だったが、菅原智の獲得を決めたサントスは「日本人は二人もいらない」として前園との契約を見送った。1月25日、ゴイアス州の強豪クラブ、ゴイアスECへの期限付き移籍が発表される。ゴイアスでは3月3日のデビュー戦で先発フル出場、1アシストを記録。移籍当初はコンスタントに出場を重ねていたが、アウジョス監督のチーム構想に合わず次第に出場機会を失い、契約満了前に帰国した。
その後、移籍を前提としてポルトガルのヴィトーリア・ギマランイス、ギリシャのPAOKサロニカ に練習参加したが、結局本契約には至らなかった。ギマランイスではV川崎が求めていた1億円の移籍金が交渉のネックになったという。

### Jリーグ復帰
2000年、加藤久監督に請われ、この年からJ2に降格した湘南ベルマーレに期限付き移籍し、Jリーグ復帰。湘南のJ1再昇格の切り札として期待され、9月3日、第31節のベガルタ仙台戦ではプロ入り後初のハットトリックを決めるなどの活躍を見せたが、チームは8位に終わり、再昇格はならなかった。しかし「チームとしても僕個人も結果を出すことはできなかったけど、40試合近く試合をやったことでコンディションを取り戻すことができました。あれがなければ選手寿命はもっと短くなっていたと思います」と引退後に振り返るシーズンになった。
2001年、保有権を持つJ1・東京ヴェルディ1969に半年契約で3年ぶりに復帰。7月に松木安太郎が解任されて小見幸隆が監督になると、前園はそれまでより重用されるようになった。9月15日、2ndステージ第5節横浜F・マリノス戦の前半35分、ゴール前への飛び出しから先制点を奪った際、横浜FMのGK川口能活との接触を避けようと引いた左足がピッチに引っ掛かり足首を骨折。長期離脱し、そのまま2001年シーズンを終え、結果的にこれがJリーグ最後の試合出場となった。
2002年7月、前園、西田吉洋、石塚啓次の3選手がロリ監督の構想外となったため戦力外通告を受けたことがメディアに報じられた。スポーツ新聞には、以前より3選手の練習態度に不満を持っていたロリが彼らに改善を求めたものの聞き入れられず戦力外になったという東京V関係者の談話が掲載された。しかしこの処遇について前園は「新聞にはそうやって出てましたけど、僕からすれば明確な理由も納得できる説明もなかったですよ。練習態度と言われても、僕はリハビリ中だから、ロリが監督になってからずっと練習に参加できていたわけじゃない。それなのに、『もう使うつもりはないから、離れて練習してくれ』っていきなり言われて、3人で練習ですよ。（…）いったい何が問題だったのか、いまでもまったく分からない」と反駁する。

### 韓国時代
東京V退団後、前園は知人を通じて韓国・Kリーグのクラブへの移籍を模索した。最初に練習に参加した城南一和天馬では「体力的な問題」から契約を見送られたが、次の安養LGチータースでは趙廣來監督に評価されて契約に至った。安養ではリーグ開幕戦から10試合連続先発出場を果たしたが、シーズン途中以降はメンバーから外れるようになった。
2004年はKリーグの新クラブ・仁川ユナイテッドFCと契約。前園はカップ戦を中心に起用され、8月1日のFCソウル戦では韓国における公式戦初ゴールをPKで決め、この試合の決勝点になった。左足薬指の骨折により3ヵ月以上戦線離脱し、11月に入ってから復帰。2004年末で契約が解除された。
2005年にセルビア・モンテネグロ1部リーグのOFKベオグラードに1ヵ月間練習参加したものの本契約には至らず、5月19日に引退を表明。

## 日本代表における経歴

### オリンピック代表
1994年1月、西野朗監督率いるU-21日本代表（1996年のアトランタオリンピック出場を目指すチーム）の第1回合宿に招集される。1995年1月のオーストラリア国際トーナメント参加時に西野監督から指名されキャプテンとなる。前園はそれまでのサッカー人生でキャプテンを任された経験はなく、西野も彼の性格はリーダー向きではないと分析していたものの、時として一人よがりなプレーに走りがちな前園をあえてキャプテンに任命することによって彼にチーム全体を意識したプレーをさせることを意図したと語る。
前園はすでにA代表にも招集され、2つの代表チームを掛け持ちしていたが、1995年3月に前園本人の意向も汲み取った上でオリンピック代表を優先する方針が決まる。1995年5～6月にタイと日本で行われたアトランタオリンピック・アジア一次予選に出場。日本は4戦全勝で翌年の最終予選進出を決めた。1996年3月、マレーシアで行われたアトランタオリンピック・アジア最終予選に出場。3月24日、準決勝サウジアラビア戦で2ゴールを挙げ勝利に貢献、日本を1968年メキシコシティ大会以来、7大会（28年）ぶりのオリンピック本大会出場権獲得に導いた。
同年7月、アメリカ合衆国で開催されたアトランタオリンピック本大会に出場。日本はグループリーグ初戦で金メダル候補のブラジルから大金星を挙げ（「マイアミの奇跡」）、3戦目のハンガリー戦では前園が2ゴールを決めて3-2で勝利した。日本はナイジェリア、ブラジルと勝ち点6で並んだが、得失点差で決勝トーナメント進出を逃した。

### A代表
日本代表監督ファルカンに抜擢され、1994年5月22日、キリンカップのオーストラリア戦で国際Aマッチデビュー。同年10月の広島アジア大会でも全試合にフル出場した。その後しばらくの間、オリンピック代表に集中するために代表を辞退した。
1996年8月25日、アトランタオリンピック出場を終えてフル代表復帰初戦のウルグアイ戦でフリーキックから日本代表初ゴールを決める。12月にはアジアカップUAE大会に出場、グループリーグ第2戦のウズベキスタン戦では直接FKからゴール、更に巧みなボールコントロールから相手をかわしてゴールを奪った。しかし準々決勝のクウェート戦では精彩を欠いて前半のみで途中交代を命じられ、試合にも0-2で敗れて日本はベスト8に終わった。
1997年、移籍騒動の影響で精彩を欠くようになり、3月のワールドカップ・フランス大会アジア一次予選オマーンラウンドのメンバーに召集されたが、出場機会を与えられず、以降日本代表から外れた。日本代表での最後の出場は1997年3月15日にバンコクで行われたタイとの親善試合（1-3で日本が敗北）だった。
その後、前園と入れ替わる様に中田英寿が代表に入る形となり、中田とはA代表で共にプレーすることは無かった。

## 引退後
現在はサッカー解説者としてテレビ東京、日本テレビの高校サッカー選手権中継などに出演する一方、少年サッカーの普及促進活動などにも参加している。2007年からはJFAアンバサダーとしても活躍している。また、2006年8月にはサッカー普及活動の一環として、幼稚園児から小学生までを対象とした「ZONOサッカースクール」を立ち上げた。2008年には中田英寿の立ち上げた元サッカー選手で構成するサッカーチーム「TAKE ACTION FC.」の一員となっている。
2009年にはビーチサッカー日本代表に選出され、10月に行われたポルトガル代表との親善試合に2試合出場した。
2009 FIFAビーチサッカーワールドカップ・アジア予選で優勝 本大会にも出場し、サッカーとは別の形でワールドカップ出場を果たした。
2012年、JFA 公認S級コーチライセンスを取得した。
2013年10月13日に、酒に酔ってタクシー運転手に暴行を加えた容疑で逮捕された。10月14日に処分保留で釈放され、同日謝罪会見を行い、テレビ東京系『neo sports』などテレビ番組の出演自粛を表明した。10月15日、『JFAこころのプロジェクト』の活動停止処分を受けた。11月15日、出身地である鹿児島県薩摩川内市のスポーツ大使を辞任した。
2014年のフジテレビ系『ワイドナショー』への出演を契機（エピソードの項参照）に、タレントとしても活動している。
2016年、「ベストフンドシストアワード2015」特別賞を受賞。2月末には薩摩川内市が観光大使に「再指名」した（スポーツ大使を一度辞任したため）。
「ワイドナショー」での取材活動をきっかけに、同年より開幕する男子バスケットボールリーグ「Bリーグ」特命広報部長に就任。
2017年12月24日、10年間交際を続けていた34歳のダンサーとの結婚を発表した。

## エピソード
- AFCアジアカップ1996遠征に際し、当時CM出演していた日清食品のラ王を大量に持ち込む。当時の海外遠征では食事面をはじめとして選手のサポートは不足しており、慣れない食事で疲弊していた選手は夕食後は決まって前園の部屋へ殺到。前園のラ王を奪い合うという光景が常であった。後年になって名波浩は「食事はつらかった。ゾノのラ王でなんとか凌げた。本当にそのくらいつらかった」と振り返っている。この大会の惨敗により、以降の海外遠征では日本人シェフを同行させるなどの日本代表の海外遠征におけるサポート体制が充実してゆくことになる[92]。
- 2006年のホノルルマラソンに参加、5時間43分で完走した[93]。
- 「真聖」という名は両親がクリスチャンであることから来ているが、彼自身はクリスチャンではない[94]。
- 2014年6月22日より『ワイドナショー』（フジテレビ）に、サッカー関連番組以外では初めてレギュラー出演している。飲酒トラブルや私生活などを松本人志らによくからかわれているが、何故か他の出演番組以上に毎回過度に緊張していることから、おかしな受け答えになることが多い。そのユニークさもあり、以後、バラエティ番組への出演が増えている[95]。但し、友人である芸人のじゅんいちダビッドソンと出演する場合はツッコミの立場になる。2015年7月5日には「なでしこジャパンが（2015 FIFA女子ワールドカップで）優勝できなかったら丸刈りします」と公約し、結果は準優勝だった。これにより、7月12日放送の『ワイドナショー』で丸刈り姿を披露した。
- 2017年12月24日放送の『ワイドナショー』（フジテレビ）で、結婚・入籍したことが報告された。
- 選手時代は対戦相手と試合後にユニフォーム交換をした際に、ユニフォームに汗や匂いがついているため持ち帰らずロッカールームに置いて帰っていたと発言している。またアトランタオリンピックのブラジル戦も試合終了後にロベルトカルロスとユニフォーム交換をしたが同様にロッカールームにユニフォームを置いて帰っている。
- 前述の酒に酔っての暴行事件をきっかけとして、アルコール依存症等からの回復を目指す自助グループへの協力や啓発活動に携わっている[96]。
- NHK-BSで放送された『もっと四国「前園真聖 自転車へんろ旅 お礼参り編」』にて高野山壇上伽藍を訪れた際、三鈷杵にちなんだ縁起物とされる三鈷の松から落ちた三枚の松葉を立て続けに二つ発見し、案内をした僧侶に「最速」と評された。

## 発言
| 「                                                           | 「皆の力と、応援した（してくれた）皆のおかげだと思います。本当に、感謝してます。」 「ここまでずっと、チームの皆、スタッフも含めて一丸と（なって）支えてくれたので、そのおかげだと思います。本当に感謝してます。」 「非常に苦しかったですけど、応援してくれた皆とチームの皆のおかげだと思います。」 | 」 |
| —1996年3月24日、五輪アジア最終予選サウジ戦後のインタビュー。 | |    |

| 「 | いじめ問題のことなんだけど。別にみんな型にはまることはないし、カッコつけてもいいと思う。俺もそうだった。でも俺、いじめなんかしたことなかったよな。だって恥ずかしいだろ。誰か泣かしたり。昔からカッコ悪いことだけはしたくなかったし。いじめは最低だよ。カッコ悪いよ。 | 」 |
| —1996年に公共広告機構（現：ACジャパン）のいじめ防止キャンペーンに全面協力した時の発言。用意された台詞ではなく本人の言葉。いじめられっ子なぐさめ型・抱擁型ではなく、いじめという行為を、みっともないもの、恥ずべきもの、という視点でとらえて企画された。 | |    |

## 所属クラブ
- 1992年 - 1996年  横浜フリューゲルス
- 1997年 - 2002年  ヴェルディ川崎/東京ヴェルディ1969
  - 1998年途中 - 1998年末  サントスFC（期限付き移籍）
  - 1999年  ゴイアスEC（期限付き移籍）
  - 2000年  湘南ベルマーレ（期限付き移籍）
- 2003年  安養LGチータース
- 2004年  仁川ユナイテッドFC

## 個人成績
| 国内大会個人成績 | 国内大会個人成績 | 国内大会個人成績 | 国内大会個人成績 | 国内大会個人成績 | 国内大会個人成績 | 国内大会個人成績 | 国内大会個人成績     | 国内大会個人成績 | 国内大会個人成績 | 国内大会個人成績 | 国内大会個人成績 |
| 年度             | クラブ           | 背番号           | リーグ           | リーグ戦         | リーグ戦         | リーグ杯         | リーグ杯             | オープン杯       | オープン杯       | 期間通算         | 期間通算         |
| 年度             | クラブ           | 背番号           | リーグ           | 出場             | 得点             | 出場             | 得点                 | 出場             | 得点             | 出場             | 得点             |
| 日本             | 日本             | 日本             | 日本             | リーグ戦         | リーグ戦         | リーグ杯         | リーグ杯             | 天皇杯           | 天皇杯           | 期間通算         | 期間通算         |
| ---------------- | ---------------- | ---------------- | ---------------- | ---------------- | ---------------- | ---------------- | -------------------- | ---------------- | ---------------- | ---------------- | ---------------- |
| 1992             | 横浜F            | -                | J                | -                | -                | 0                | 0                    |                  |                  |                  |                  |
| 1993             | 横浜F            | -                | J                | 24               | 2                | 5                | 0                    | 5                | 1                | 34               | 3                |
| 1994             | 横浜F            | -                | J                | 38               | 8                | 2                | 0                    | 2                | 0                | 42               | 8                |
| 1995             | 横浜F            | -                | J                | 40               | 7                | -                | -                    | 2                | 0                | 42               | 7                |
| 1996             | 横浜F            | -                | J                | 26               | 8                | 11               | 7                    | 2                | 0                | 39               | 15               |
| 1997             | V川崎            | 7                | J                | 28               | 5                | 0                | 0                    | 2                | 0                | 30               | 5                |
| 1998             | V川崎            | 7                | J                | 22               | 3                | 2                | 1                    | -                | -                | 24               | 4                |
| ブラジル         | ブラジル         | ブラジル         | ブラジル         | リーグ戦         | リーグ戦         | ブラジル杯       | ブラジル杯           | オープン杯       | オープン杯       | 期間通算         | 期間通算         |
| 1998             | サントス         | 16               | 全国選手権A      | 5                | 1                | 0                | 0                    |                  |                  | 5                | 1                |
| 1999             | ゴイアス         | 10               | ゴイアス州選手権 | 8                | 1                | 3                | 0                    |                  |                  | 11               | 1                |
| 日本             | 日本             | 日本             | 日本             | リーグ戦         | リーグ戦         | リーグ杯         | リーグ杯             | 天皇杯           | 天皇杯           | 期間通算         | 期間通算         |
| 2000             | 湘南             | 10               | J2               | 38               | 11               | 2                | 0                    | 3                | 2                | 43               | 13               |
| 2001             | 東京V            | 11               | J1               | 13               | 1                | 2                | 0                    | 0                | 0                | 15               | 1                |
| 2002             | 東京V            | 11               | J1               | 0                | 0                | 0                | 0                    | -                | -                | 0                | 0                |
| 韓国             | 韓国             | 韓国             | 韓国             | リーグ戦         | リーグ戦         | リーグ杯         | リーグ杯             | FA杯             | FA杯             | 期間通算         | 期間通算         |
| 2003             | 安養             | 7                | Kリーグ          | 16               | 0                | 0                | 0                    | 0                | 0                | 16               | 0                |
| 2004             | 仁川             | 7                | Kリーグ          | 4                | 0                | 9                | 1                    | 0                | 0                | 13               | 1                |
| 通算             | 日本             | 日本             | J1               | 191              | 34               | 22               | 8                    | 13               | 1                | 226              | 43               |
| 通算             | 日本             | 日本             | J2               | 38               | 11               | 2                | 0                    | 3                | 2                | 43               | 13               |
| 通算             | ブラジル         | ブラジル         | 全国選手権       | 5                | 1                | 0                | 0\|\|\|\|\|\|5\|\|1  |                  |                  |                  |                  |
| 通算             | ブラジル         | ブラジル         | ゴイアス州選手権 | 8                | 1                | 3                | 0\|\|\|\|\|\|11\|\|1 |                  |                  |                  |                  |
| 通算             | 韓国             | 韓国             | Kリーグ          | 20               | 0                | 9                | 1                    | 0                | 0                | 29               | 1                |
| 総通算           | 総通算           | 総通算           | 総通算           | 262              | 46               | 36               | 9                    | 16               | 3                | 314              | 59               |

- Jリーグ初出場 - 1993年6月5日 Jリーグ サントリーシリーズ第7節 ヴェルディ川崎 1-1（PK5-4）横浜フリューゲルス（※途中出場）
- Jリーグ初得点 - 1993年7月10日 Jリーグ サントリーシリーズ第17節 横浜フリューゲルス 1-0 横浜マリノス

その他の公式戦
- 1990年 第68回全国高等学校サッカー選手権大会 2試合2得点
- 1991年 第69回全国高等学校サッカー選手権大会 6試合4得点（PK1）
- 1992年 第70回全国高等学校サッカー選手権大会 3試合2得点
- 1994年 ゼロックス・スーパーカップ 1試合0得点
- 1997年 ゼロックス・スーパーカップ 1試合0得点

オールスター戦
- 1995年10月10日 JOMO CUP Jリーグドリームマッチ JAPAN DREAMS 3-1 WORLD DREAMS
- 1996年10月10日 JOMO CUP Jリーグドリームマッチ JAPAN DREAMS 1-2 WORLD DREAMS 1得点

ハットトリック
- 1995年5月28日 アトランタオリンピックアジア一次予選 日本4-1チャイニーズ・タイペイ（44分、50分PK、61分）
- 2000年9月3日 Jリーグディビジョン2 第31節ベガルタ仙台2-6湘南ベルマーレ（16分、54分、62分）

## 代表歴

### 出場大会など
オリンピック日本代表
- 1995年 アトランタオリンピックアジア一次予選（タイ、日本） 4試合5得点（PK2）
- 1996年 アトランタオリンピックアジア最終予選（マレーシア） 4試合4得点（PK1）
- 1996年 アトランタオリンピック（アメリカ） 3試合2得点（PK1）

日本代表
- 1994年 第12回アジア競技大会（日本） 4試合0得点
- 1995年 第3回ダイナスティ杯（香港） 3試合0得点
- 1996年 第11回AFCアジアカップ（UAE） 4試合2得点

### 試合数
- 国際Aマッチ 19試合 4得点(1994年 - 1997年)

| 日本代表 | 国際Aマッチ | 国際Aマッチ |
| 年       | 出場        | 得点        |
| -------- | ----------- | ----------- |
| 1994     | 6           | 0           |
| 1995     | 4           | 0           |
| 1996     | 7           | 4           |
| 1997     | 2           | 0           |
| 通算     | 19          | 4           |

### 出場
| No. | 開催日         | 開催都市     | スタジアム                         | 対戦相手         | 結果 | 監督                         | 大会                       |
| --- | -------------- | ------------ | ---------------------------------- | ---------------- | ---- | ---------------------------- | -------------------------- |
| 1.  | 1994年05月22日 | 広島県       | 広島広域公園陸上競技場             | オーストラリア   | △1-1 | パウロ・ロベルト・ファルカン | キリンカップ               |
| 2.  | 1994年09月27日 | 東京都       | 国立霞ヶ丘競技場陸上競技場         | オーストラリア   | △0-0 | パウロ・ロベルト・ファルカン | 国際親善試合               |
| 3.  | 1994年10月03日 | 広島県       | みよし運動公園陸上競技場           | アラブ首長国連邦 | △1-1 | パウロ・ロベルト・ファルカン | アジア大会                 |
| 4.  | 1994年10月05日 | 広島県       | 広島県総合グランドメインスタジアム | カタール         | △1-1 | パウロ・ロベルト・ファルカン | アジア大会                 |
| 5.  | 1994年10月09日 | 広島県       | 広島県立びんご運動公園陸上競技場   | ミャンマー       | ○5-0 | パウロ・ロベルト・ファルカン | アジア大会                 |
| 6.  | 1994年10月11日 | 広島県       | 広島県総合グランドメインスタジアム | 韓国             | ●2-3 | パウロ・ロベルト・ファルカン | アジア大会                 |
| 7.  | 1995年02月15日 | シドニー     |                                    | オーストラリア   | ●1-2 | 加茂周                       | 国際親善試合               |
| 8.  | 1995年02月21日 | 香港         |                                    | 韓国             | △1-1 | 加茂周                       | ダイナスティカップ         |
| 9.  | 1995年02月23日 | 香港         |                                    | 中華人民共和国   | ○2-1 | 加茂周                       | ダイナスティカップ         |
| 10. | 1995年09月20日 | 東京都       | 国立霞ヶ丘競技場陸上競技場         | パラグアイ       | ●1-2 | 加茂周                       | デサント・アディダスマッチ |
| 11. | 1996年08月25日 | 大阪府       | 長居陸上競技場                     | ウルグアイ       | ○5-3 | 加茂周                       | 国際親善試合               |
| 12. | 1996年09月11日 | 東京都       | 国立霞ヶ丘競技場陸上競技場         | ウズベキスタン   | ○1-0 | 加茂周                       | JFA75周年記念試合          |
| 13. | 1996年10月13日 | 愛知県       | 神戸総合運動公園ユニバー記念競技場 | チュニジア       | ○1-0 | 加茂周                       | プーマカップ               |
| 14. | 1996年12月06日 | アル・アイン |                                    | シリア           | ○2-1 | 加茂周                       | アジアカップ               |
| 15. | 1996年12月09日 | アル・アイン |                                    | ウズベキスタン   | ○4-0 | 加茂周                       | アジアカップ               |
| 16. | 1996年12月12日 | アル・アイン |                                    | 中華人民共和国   | ○1-0 | 加茂周                       | アジアカップ               |
| 17. | 1996年12月15日 | アル・アイン |                                    | クウェート       | ●0-2 | 加茂周                       | アジアカップ               |
| 18. | 1997年02月09日 | バンコク     |                                    | タイ             | △1-1 | 加茂周                       | キングスカップ             |
| 19. | 1997年03月15日 | バンコク     |                                    | タイ             | ●1-3 | 加茂周                       | 国際親善試合               |

### 得点数
| # | 開催日         | 開催地       | 会場                               | 相手           | 結果 | 大会         |
| - | -------------- | ------------ | ---------------------------------- | -------------- | ---- | ------------ |
| 1 | 1996年08月25日 | 大阪府       | 長居陸上競技場                     | ウルグアイ     | ○5-3 | 国際親善試合 |
| 2 | 1996年10月13日 | 愛知県       | 神戸総合運動公園ユニバー記念競技場 | チュニジア     | ○1-0 | プーマカップ |
| 3 | 1996年12月09日 | アル・アイン |                                    | ウズベキスタン | ○4-0 | アジアカップ |
| 4 | 1996年12月09日 | アル・アイン |                                    | ウズベキスタン | ○4-0 | アジアカップ |

## タイトル
クラブ
横浜フリューゲルス
- 1994年 第73回天皇杯全日本サッカー選手権大会 優勝
- 1995年 アジアカップウィナーズカップ 優勝

ゴイアスEC
- 1999年 ゴイアス州選手権 優勝 ※優勝決定時には退団

日本代表
- 1995年 第3回ダイナスティ杯（香港） 優勝 ※決勝戦は累積警告で出場停止。五輪代表に合流するため帰国。

個人
- Jリーグベストイレブン 1回（1996年）

## 主な出演

### スポーツ番組
- メガスポ!→neo sports（テレビ東京）
- toto&JリーグTV（スカイパーフェクTV!）
- 戦え!スポーツ内閣（毎日放送、2016年10月5日 - ） - サッカー大臣（準レギュラー） [98]
- Football TimeLine（スカパー！）
- サッカーの園〜究極のワンプレー〜（NHK BS1）

### 情報番組
- ワイドナショー（フジテレビ、2014年6月22日 - ）
- ひめポン!内コーナー、前園真聖の自転車へんろ旅（NHK松山、2017年5月31日- 2018年度）
- 前園真聖しこく絶景たび（NHK松山、2019年度 - 2021年度）
- 前園真聖 四国ともたび（NHK松山、2022年度 -）

### バラエティ番組
- おはよう忍者隊ガッチャマン→マジンガーZIP!→グッド・モーニング!!!ドロンジョ（日本テレビ） - 本人役（声の出演）[99]
- ネプリーグ[100]
- バイキング （フジテレビ、2015年1月16日 - 2015年2月6日） - 金曜日コーナーレギュラー
- 菊地亜美の女子力向上委員会（TOKYO MX、2015年4月 - ） - レギュラー
- SPA!監修 秘密のゾノ（NOTTV、2015年7月 - 2016年3月） - 司会[101]
- バラいろダンディ（TOKYO MX、2016年4月 - ） - 木曜隔週レギュラー
- ちょっと福岡行ってきました!（2017年 - 、TVQ九州放送） - 旅人（不定期出演）
- 土曜はナニする!?（関西テレビ）- 準レギュラー

### 教育番組
- 旅するためのスペイン語（2022年10月 - 、NHK Eテレ）- 旅人

### ラジオ番組
- MIRACLE WORDS!（ジャパンエフエムネットワーク）
- 篠園音楽堂（JFN、2016年10月 - 2019年3月）
- 丸園音楽堂（JFN、2019年4月 - ）

### テレビドラマ
- 問題のあるレストラン 第6話（2015年2月19日、フジテレビ） - 本人役

### 劇場アニメ
- アングリーバード（2016年、日本語吹替版） - ジョニー / ピッグセブン 役 [102]

### その他番組
- ネプリーグ (2014年10月27日・12月1日・15日・2015年2月16日・4月13日、2016年1月18日)
- ぼくらはマンガで強くなった〜SPORTS×MANGA〜(2017年11月24日 NHK BS1) ゲスト出演
- 紙兎ロペ（2017年10月6日 フジテレビ）『ヘイヘイパスおじさん』紙イノシシ役

### CM
- ナイキ 「サッカー維新」 ※小倉隆史、北澤豪、中西永輔との共演。
- ナイキ ※単独での出演。
- ブルボン 「DEWAウォーター、IONウォーター」
- ブルボン 「ツイスター」
- 日清食品 「ラ王」（1996年） ※中田英寿との共演。
- ACジャパン「いじめ、カッコ悪い。」（1996年）（公共広告機構時代に出演）
- 大正製薬 「リポビタンD」（1996年）
- アステル東京 「PHS」（1996年） ※BEGINとの共演。
- マンダム 「ASI's」（1997年）
- 日本スポーツ振興センター 「toto」（2011年、2012年） ※中西永輔、名良橋晃との共演。
  - 2011年 - toto伯爵とOB 篇
  - 2012年 - Singing Soccer 篇
- 大山酒造合名会社「伊佐大泉」（2015年6月）
- コロプラ 「白猫プロジェクト」（2015年7月 - ） ※松木安太郎、福田正博、じゅんいちダビッドソン、桜井日奈子と共演。
  - 2015年 - ぼくらの放課後 篇（7月）／恋より友情 篇（7月）／私の夏休み 篇（8月）／学園祭・白猫やきそば 篇（10月）／学園祭・カフェ 篇（10月）／ハロウィーン 篇（10月）／1年前 篇（12月）／みんなの白猫（年末） 篇（12月）
  - 2016年 - みんなの白猫（年始） 篇（1月）／仲間が増えた 篇（2月）
- SQUARE ENIX スマホゲーム「星のドラゴンクエスト」 （2017年5月） ラモス瑠偉、北沢豪、小野伸二と共演。
  - 序曲大合唱 編
  - 歓喜の瞬間 編
- ユニバーサルホーム（2019年1月 - ）床ダンディ 役
- Jリーグ（2021年3月4日 - ）「ネットいじめ、カッコ悪い。」※YouTube限定。

## 書籍
- DVDでうまくなる!少年サッカー―基本・練習・指導法 （2008年5月、西東社、ISBN 9784791614738）
- 個の力を伸ばす!サッカーの技術と考え方(DVD付き) （2008年10月、池田書店、ISBN 9784262163178）
- 本格ドリブラー養成講座―プロでも間違う「ドリブル」の基本 （2015年5月、東邦出版、ISBN 9784809413049）